# Дрізд танзанійський
Дрізд танзанійський (Turdus tephronotus) — вид горобцеподібних птахів родини дроздових (Turdidae). Мешкає в Східній Африці.

## Опис

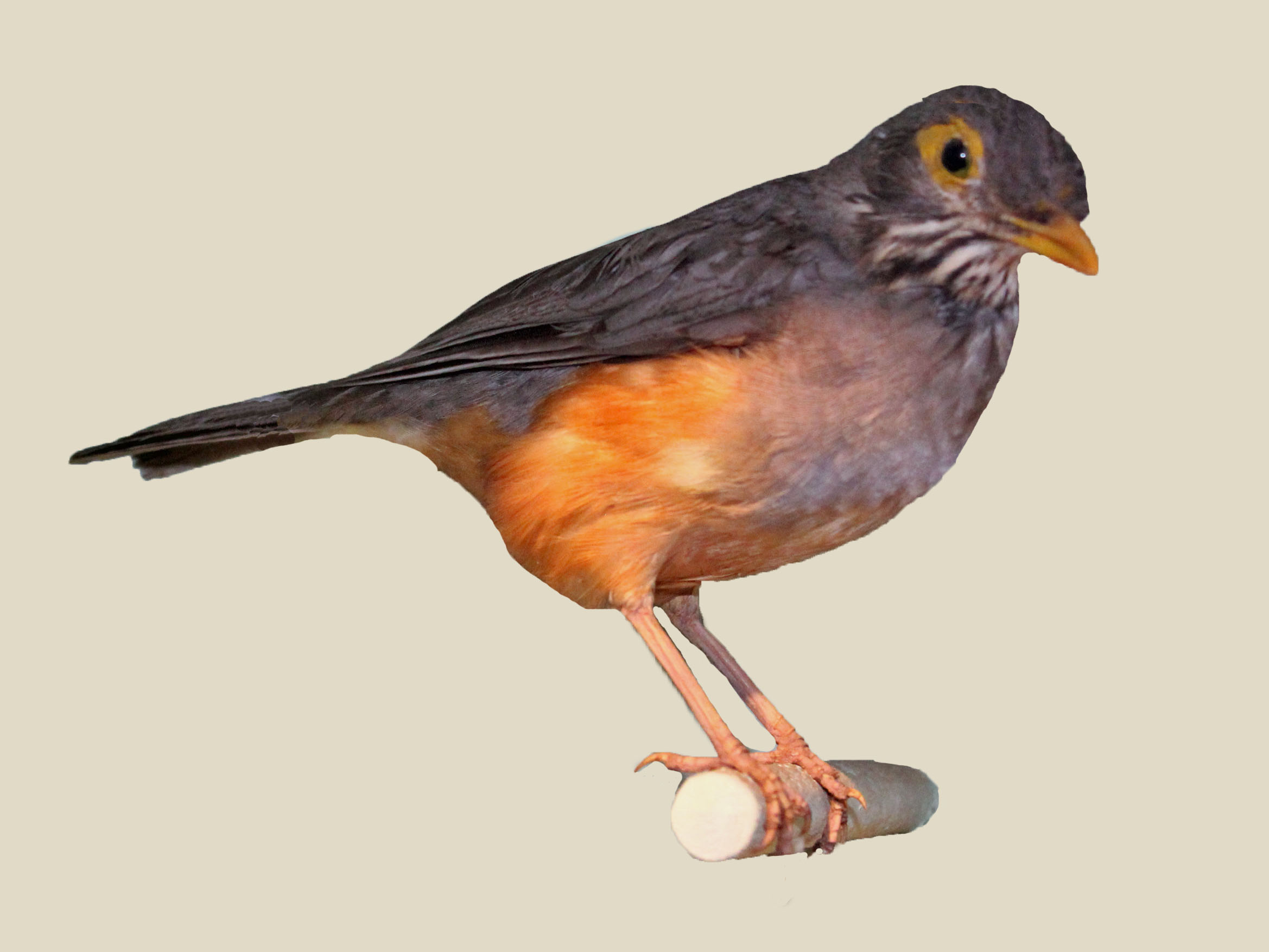
Танзанійський дрізд

Довжина птаха становить 23 см, вага 55-70 г. Верхня частина тіла темно-коричнева, нижня частина тіла світла. Горло білувате, поцятковане темними смугами. Живіт світло-рудий. Дзьоб оранжево-жовтий, навколо очей широкі жовті кільця.

## Поширення і екологія
Танзанійські дрозди мешкають на посушливих рівнинах Сомалі, Ефіопії, Кенії і Танзанії. Вони живуть в саванах, на сухих трав'янистих рівнинах і в сухих чагарникових заростях. Зустрічаються на висоті до 1750 м над рівнем моря. Живляться плодами, ягодами, комахами і червами.